# معاملة المثليين في جزر العذراء البريطانية
قد يواجه الأشخاص من المثليين والمثليات ومزدوجي التوجه الجنسي والمتحولين جنسياً (اختصاراً: LGBT) في إقليم ما وراء البحار البريطانية جزر العذراء البريطانية تحديات قانونية لا يواجهها غيرهم من المغايرين جنسيا. أصبح النشاط الجنسي المثلي قانونيا في جزر العذراء البريطانية منذ عام 2001،

## قانونية النشاط الجنسي المثلي
قبل عام 2001، كان الجنس الشرجي والجنس الفموي لكل من العلاقات الجنسية المغايرة والعلاقات الجنسية المثلية بين الرجال جرائم جنائية. ويشار إلى «الجنس من الدبر» تحت القانون الجنائي لجزر العذراء البريطانية. لم يكن النشاط الجنسي المثلي بين الإناث غير قانوني.
تم إلغاء تجريم الأفعال الجنسية بين شخصين بالغين متوافقين على انفراد في مونتسرات (وغيرها من أقاليم ما وراء البحار البريطانية) صراحة بموجب أمر صادر عن المجلس الخاص للمملكة المتحدة بموجب المادتين 3 (1) و 3 (7) من «قانون الأقاليم الكاريبية (القانون الجنائي)، 2000». وفقًا للمادة 4 من الأمر، صدر القانون بأثر رجعي. هناك استثناءان للقانون: الجنس الجماعي والجنس في الأماكن العامة لا تزال جرائم جنائية، ويمكن أن يؤدي أيضا إلى اتهامات بموجب الفاحشة الجسيمة وغيرها من قوانين الجرائم الجنسية البسيطة.
ونتيجة لكونها إقليم من أقاليم ما وراء البحار البريطانية، مطلوب من مونتسرات الامتثال لالتزاماتها بموجب القوانين الدولية لحقوق الإنسان. على وجه التحديد، يتضمن هذا الالتزام بالاتفاقية الأوروبية لحقوق الإنسان، والتي تسلط الضوء على مسؤولية ضمان عدم التمييز والمساواة. اعترفت المحاكم بالاتفاقية الأوروبية لحقوق الإنسان باعتبارها ذات تأثير قانوني في الولاية القضائية.

## الاعتراف القانوني بالعلاقات المثلية

القوانين المتعلقة بالمثلية الجنسية في جزر الأنتيل الصغرى.
زواج المثليين
الاعتراف بزواج المثليين المنعقد في الخارج فقط، دون الاعتراف بعقده في الداخل
شكل آخر من أشكال الاعتراف القانوني
لا اعتراف، أو غير معروف
المثلية الجنسية غير قانونية، لكن القانون لايتم تطبيقه
المثلية الجنسية غير قانونية

يعتبر كل من زواج المثليين والاتحادات المدنية غير قانونيين في جزر العذراء البريطانية. جزر العذراء البريطانية هي مجتمع متدين للغاية، ولم تتم مناقشة تشريع يتعلق بذلك في مجلس النواب.
في عام 2015، أشار رئيس الوزراء أورلاندو سميث، إلى أنه مع تأكيد معارضته الشخصية لزواج المثليين، إلى أنه منفتح للتشاور العام بشأن هذه القضية. ومع ذلك، لم ينص «قانون الزواج (المعدل) 2017» على زواج المثليين، واستغرق السياسيون الذين يتحدثون في مجلس النواب وقتًا للتعليق على عدم وجود هذه الأحكام والتعبير عن العداء لزواج المثليين ولنجتمع المثلييين.
أشار زعماء الكنيسة إلى العداء تجاه إمكانية تقنينه، واتخذ الزعماء السياسيون مقاربة غير متعاطفة في الأماكن العامة. أكدت حكومة المملكة المتحدة أنها لن تفرض الاعتراف بزواج المثليين في جزر العذراء البريطانية عن طريق «أمر في المجلس».
يعتبر زواج المثليين أمرا قانونيا في جزر العذراء الأمريكية المجاورة.

## الحماية من التمييز
يحظر دستور 2007 التمييز ضد الأشخاص على أساس التوجه الجنسي:
"بينما يحق لكل شخص في جزر العذراء التمتع بالحقوق والحريات الأساسية للفرد؛
في حين يتم التمتع بهذه الحقوق والحريات الأساسية دون تمييز من أي نوع، مثل الجنس أو العرق أو اللون أو اللغة أو الدين أو الرأي السياسي أو غيره أو الأصل القومي أو الإثني أو الاجتماعي أو الارتباط بأقلية وطنية أو الملكية أو العلاقات الأسرية أو الاقتصادية الحالة أو الإعاقة أو العمر أو الولادة أو التوجه الجنسي أو الحالة الزوجية أو غيرها، مع مراعاة القيود المحددة فقط؛
"التمييز" يعني منح معاملة مختلفة لأشخاص مختلفين على أي أساس مثل الجنس أو العرق أو اللون أو اللغة أو الدين أو الرأي السياسي أو غيره أو الأصل القومي أو الإثني أو الاجتماعي أو الارتباط بأقلية وطنية أو الملكية أو العلاقات الأسرية أو الوضع الاقتصادي أو الإعاقة أو العمر أو الولادة أو التوجه الجنسي أو الحالة الزوجية أو غيرها"

## ظروف الحياة
جزر العذراء البريطانية هي مجتمع محافظ ومتدين. قد ينزعج بعض المارة من إظهار التعاطف علنا بين الشركاء المثليين، ويبقي الأشخاص المثليون جنسياً بشكل عام توجههم الجنسي سرا ويبقون في الخزانة. هناك تقارير عن تعرض الشركاء المثليين والأشخاص من مجتمع المثليين للمضايقة بل والتهجم عليهم جسديًا. تم تبرير بعض هذه الهجمات العنيفة من قبل السكان المحليين بأنها مجرد «متابعة للإنجيل».

## ملخص
| قانونية النشاط الجنسي المثلي                                                                  | (منذ عام 2001)                      |
| المساواة في السن القانوني للنشاط الجنسي                                                       | (منذ عام 2001)                      |
| قوانين مكافحة التمييز في التوظيف                                                              | (منذ عام 2007)                      |
| قوانين مكافحة التمييز في توفير السلع والخدمات                                                 | (منذ عام 2007)                      |
| قوانين مكافحة التمييز في جميع المجالات الأخرى (تتضمن التمييز غير المباشر، خطاب الكراهية)      | (منذ عام 2007)                      |
| قوانين مكافحة أشكال التمييز المعنية بالهوية الجندرية                                          | No                                  |
| زواج المثليين                                                                                 | No                                  |
| الاعتراف القانوني بالعلاقات المثلية                                                           | No                                  |
| تبني أحد الشريكين للطفل البيولوجي للشريك الآخر                                                | No                                  |
| التبني المشترك للأزواج المثليين                                                               | No                                  |
| يسمح للمثليين والمثليات ومزدوجي التوجه الجنسي والمتحولين جنسيا بالخدمة علناً في القوات المسلحة | (المملكة المتحدة مسؤولة عن الدفاع)  |
| الحق بتغيير الجنس القانوني                                                                    | No                                  |
| علاج التحويل محظور على القاصرين                                                               | No                                  |
| الحصول على أطفال أنابيب للمثليات                                                              | No                                  |
| الأمومة التلقائية للطفل بعد الولادة                                                           | No                                  |
| تأجير الأرحام التجاري للأزواج المثليين من الذكور                                              | (غير قانوني للأزواج المغايرين كذلك) |
| السماح للرجال الذين مارسوا الجنس الشرجي التبرع بالدم                                          | No                                  |